# Nobel Women's Initiative
La Nobel Women's Initiative ("Iniziativa delle donne Nobel") è un'organizzazione internazionale di patrocinio con sede a Ottawa, in Canada.  È stata fondata nel 2006 da sei donne vincitrici del Premio Nobel per la pace, allo scopo di sostenere i gruppi di donne di tutto il mondo nella campagna per la giustizia, la pace e l'uguaglianza  .
Le sei fondatrici sono: Shirin Ebadi, Wangari Maathai, Rigoberta Menchú, Jody Williams, Mairead Maguire e Betty Williams . L'unica altra vincitrice vivente del Premio Nobel per la pace, Aung San Suu Kyi, era agli arresti domiciliari al momento della fondazione dell'organizzazione. Nel 2010 è diventata membro onorario al suo rilascio. La prima conferenza dell'organizzazione, nel 2007, si è concentrata su donne, conflitti e sicurezza in Medio Oriente . 
L’organizzazione definisce la “pace” come “l’impegno per la qualità e la giustizia; un mondo democratico libero dalla violenza fisica, economica, culturale, politica, religiosa, sessuale e ambientale e dalla costante minaccia di queste forme di violenza contro le donne – anzi contro tutta l'umanità." 